# Phalera torpida
Phalera torpida är en fjärilsart som beskrevs av Walker 1865. Phalera torpida ingår i släktet Phalera och familjen tandspinnare. Inga underarter finns listade i Catalogue of Life.